# Hallesches Tor (stacja metra)
Hallesches Tor – stacja metra w Berlinie na linii U1 i U6 w Berlinie, w dzielnicy Kreuzberg, w okręgu administracyjnym Friedrichshain-Kreuzberg. Stacja została otwarta w 1902.